# Nai jezik
Nai jezik (biaka, amini; ISO 639-3: bio), jedan od dva papuanska jezika skupine Baibai ili fas (Wietze Baron), porodice arai-kwomtari, kojim govori blizu 600 ljudi (2003 SIL) u Papua Novogvinejskoj provinciji Sandaun u distriktu Amanab. 
Prema današnjoj klasifikaciji jedini je predstavnik jezgrovne kwomtari podskupine, šira skupina kwomtari. Govori se u tri sela, to su Biaka (najveće), Konabasi i Amini.

## Vanjske poveznice
- Ethnologue (14th)
- Ethnologue (15th)